# 埃科什
埃科什（法語：Écoche，法語發音：[ekɔʃ]）是法国卢瓦尔省的一个市镇，位于该省东北部，属于罗阿讷区。

## 地理
埃科什（46°9'39"N, 4°17'51"E）面积11.7 平方千米，位于法国奥弗涅-罗讷-阿尔卑斯大区卢瓦尔省，该省份为法国中南部省份，北起顺时针与索恩-卢瓦尔省、罗讷省、伊泽尔省、阿尔代什省、上盧瓦爾省、多姆山省和阿列省接壤。
与埃科什接壤的市镇（或旧市镇、城区）包括：圣伊尼德罗什、库布朗、阿尔桑日、卢瓦尔省贝尔蒙、勒塞尔涅、马尔、库尔。

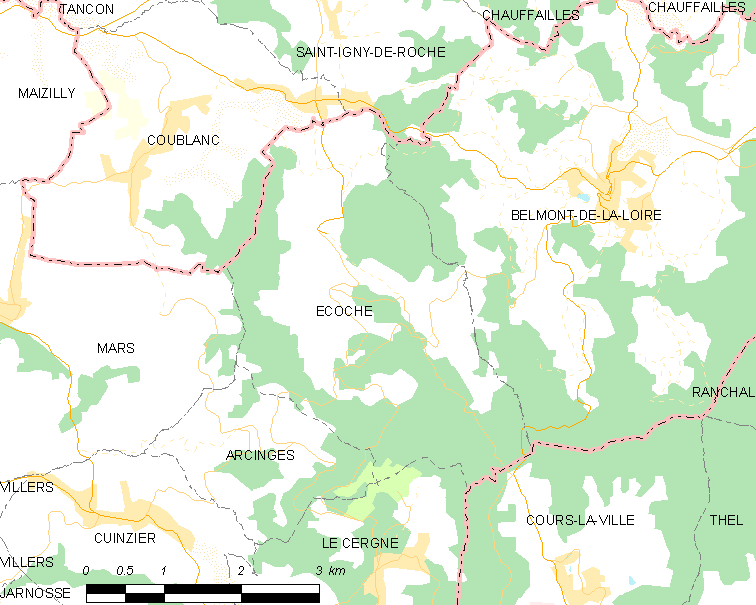
埃科什的OSM定位图

埃科什的时区为UTC+01:00、UTC+02:00（夏令时）。

## 行政
埃科什的邮政编码为42670，INSEE市镇编码为42086。

## 政治
埃科什所属的省级选区为沙尔略县。

## 人口

1962-2008年间埃科什人口变化图示

埃科什于2022年1月1日时的人口数量为515人。